# Baltonsborough
Baltonsborough är en ort och civil parish i Storbritannien.   Den ligger i grevskapet Somerset och riksdelen England, i den södra delen av landet, 180 km väster om huvudstaden London. Baltonsborough ligger 19 meter över havet och antalet invånare är 864.
Terrängen runt Baltonsborough är platt.Runt Baltonsborough är det ganska tätbefolkat, med 160 invånare per kvadratkilometer. Trakten runt Baltonsborough består till största delen av jordbruksmark.